# Paul Păcuraru
Paul Păcuraru (* 4. Oktober 1950 in Râmnicu Vâlcea, Kreis Vâlcea) ist ein rumänischer Soziologe und Politiker der Partidul Național Liberal (PNL), der unter anderem Mitglied des Senats sowie zwischen 2007 und 2008 Minister für Arbeit, Familie und Gleichstellung war.

## Leben
Paul Păcuraru absolvierte ein Studium an der Fakultät für Soziologie der Universität Bukarest, welches er 1975 beendete. Nach seinem Abschluss  arbeitete er von 1975 bis 1981 zunächst als Leiter des Bildungsbüros des Marineindustriekombinats (Centrala Industrială Navală) in Galați und absolvierte in dieser Zeit ein postgraduales Studium an der Wirtschaftsakademie Bukarest ASE (Academia de Studii Economice din București) und war nach dessen Abschluss zwischen 1981 und 1990 Leiter des Vergütungsbüros des Marineindustriekombinats Galați. Er spezialisierte sich auf die Themen Personalmanagement, Bewertung öffentlicher Politiken und Sozialpolitik und fungierte zwischen 1990 und 1996 als Generaldirektor von SC Eurocom SA.
Nach der Rumänischen Revolution 1989 und dem Sturz der Diktatur Nicolae Ceaușescus gehörte Păcuraru am 26. Dezember 1989 zu den Gründungsmitgliedern der Nationalliberalen Partei PNL (Partidul Național Liberal) und war zwischen 1990 und 1997 Vorsitzender der PNL im Kreis Galați. Daneben war er zwischen 1991 und 1992 Geschäftsführer und von 1995 bis 1997 Mitglied des Zentralen Ständigen Büros der PNL. Bei der Parlamentswahl am 3. Dezember 1996 wurde er für die PNL im Wahlkreis „Nr. 18 Galați“ erstmals zum Mitglied des Senats (Senatul) gewählt und gehörte diesem nach seinen Wiederwahlen bei den Parlamentswahlen am 26. November 2000 und am 28. November 2004 bis zum 14. Dezember 2008 an. Er fungierte in dieser von 1997 bis 2001 als Vizepräsiden der PNL und zwischen 2001 und 2004 als Mitglied des Ständigen Büros der PNL, ehe er von 2002 bis 2004 abermals Vizepräsident der PNL war. Am 5. April 2007 übernahm er im Kabinett Tăriceanu II den Posten als Minister für Arbeit, Familie und Gleichstellung (Ministrul muncii, familiei și egalității de șanse) und bekleidete diesen bis zu seiner Suspendierung durch Staatspräsident Traian Băsescu am 23. September 2008. Daraufhin war Eugen Nicolăescu zwischen dem 23. und dem 25. September 2008 kommissarischer Minister und übergab das Amt am 25. September 2008 an Mariana Câmpeanu. Dem suspendierten Minister wurden Bestechung und Einflussnahme vorgeworfen. Die Antikorruptionsstaatsanwaltschaft behauptete, dass das Unternehmen seines Sohnes einen Vertrag von einem Staatsunternehmen erhalten hätte, als Gegenleistung für die Beibehaltung der Position eines Leiters der Arbeitsinspektion im Kreis Gorj. Pacuraru hätte den Vorsitzenden der PNL im Kreis Gorj, Dan Ilie Morega, gebeten, gemeinsam mit den Direktoren der Societatii Nationale a Lignitului Oltenia und denen der Energieunternehmen in Turceni und Rovinari zu intervenieren, damit diese Aufträge an das von dem Ministersohn Mihnea Pacuraru geführte Unternehmen Intratest vergeben. Die Untersuchungen wurden am 24. September 2007 von der Nationalen Antikorruptionsbehörde DNA (Direcția Națională Anticorupție) und am 26. August 2008 genehmigte der Senat die Aufnahme der strafrechtlichen Ermittlungen gegen Păcuraru. Nach fast zweieinhalbjährigen Gerichtsverfahren wurden Păcuraru und Morega am 3. Mai 2011 von den Richtern der Strafsektion des Obersten Gerichts- und Kassationshofes (Înalta Curte de Casație și Justiție) freigesprochen.

## Weblink
- Biografie: Paul Păcuraru. In: Homepage des Senats. Abgerufen am 15. Dezember 2024 (rumänisch).